# Thomas Vogel (Fußballspieler, 1967)
Thomas Vogel (* 1. März 1967 in Hannover) ist ein ehemaliger deutscher Fußballspieler.

## Werdegang
Vogels Karriere begann beim TSV Havelse, er spielte danach in der Bundesliga von 1993 bis 1997 für den SC Freiburg, für den er 88 Erstligaspiele bestritt. In der Bundesliga spielte er zudem für den Hamburger SV. In der 2. Bundesliga trat Vogel ebenfalls für den SC Freiburg, Borussia Mönchengladbach und den TSV Havelse gegen den Ball. 1999 schloss er ein Fernstudium im Fach Sportmanagement ab. Nach einem kurzen Gastspiel beim VfR Mannheim spielte Vogel ab 2000 in der Regionalliga Nord beim Lüneburger SK. Von 2002 bis 2003 spielte er noch beim Wedeler TSV in der Hamburger Verbandsliga, ab 2003 verstärkte er den SV Henstedt-Rhen in der Verbandsliga Schleswig-Holstein. Dort blieb er bis 2005. Vogel war als Spielervermittler für das Unternehmen Rogon von Roger Wittmann tätig, 2004 gründete er gemeinsam mit Christoph Leutrum und Axel Sundermann ein eigenes Unternehmen, das Fußballspieler vermittelt.
Im Dezember 2018 war er kurzzeitig Trainer des Verbandsligisten Fetihspor Kaltenkirchen. Er wurde ebenfalls als Trainer in der Jugendfußballschule von Thomas Seeliger tätig.